# Font de la Guatlla (font)
La font de la Guatlla era una font natural a la muntanya de Montjuïc de Barcelona. Va donar nom al barri de la Font de la Guatlla, del districte de Sants-Montjuïc.

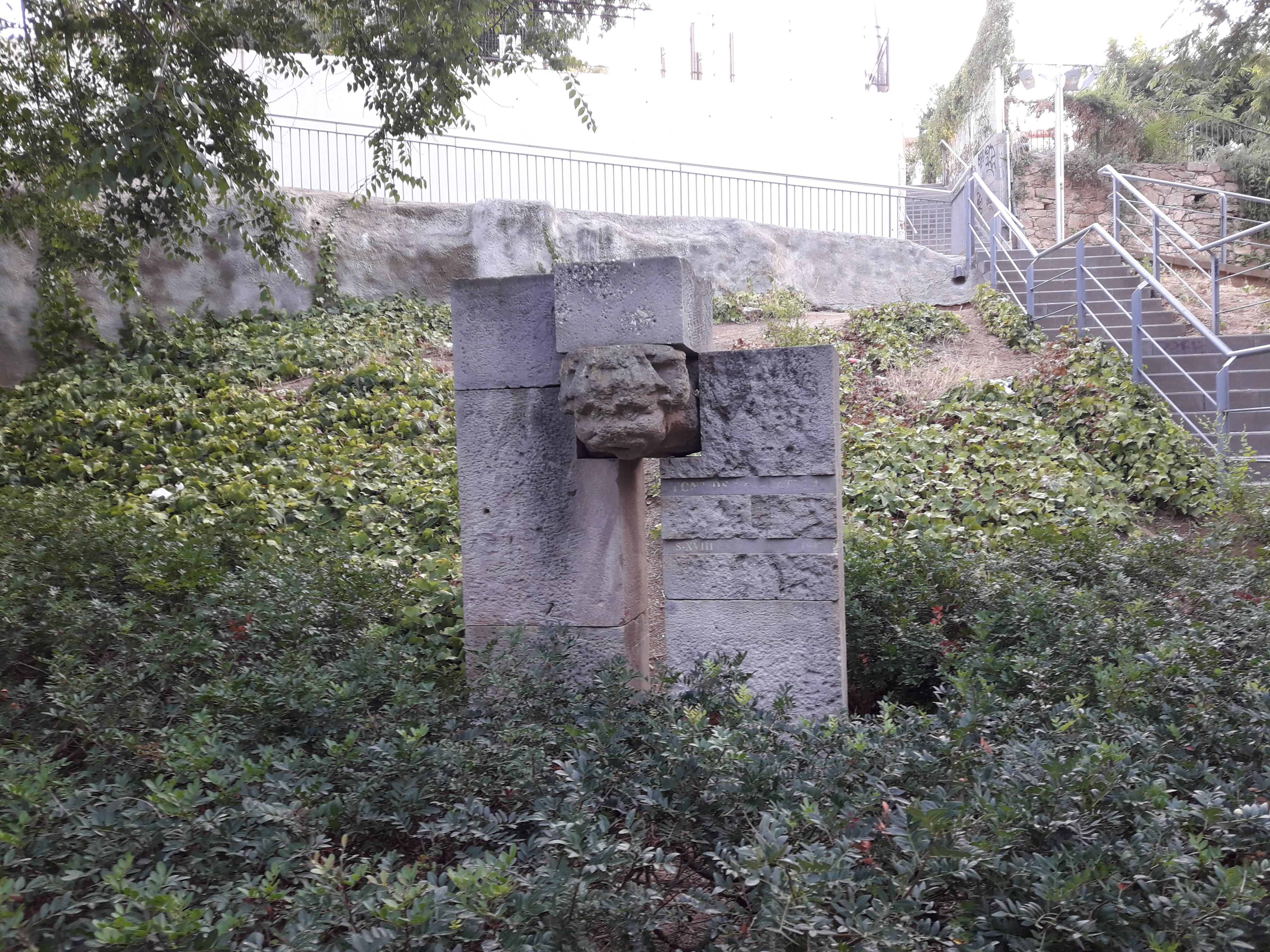
Escultura de María Luisa Aguado en record de la font de la Guatlla

Estava situada al costa d'una alzina, al final de l'actual carrer de Rabí Rubèn. Alimentava uns safareigs dins de la fàbrica Butsems que produïa paviments i pedra artificial. L'ús que en va fer la indústria i l'abocament d'escombraries a Montjuïc durant els anys seixanta la van contaminar i l'Ajuntament la va tancar. El 1994 es va construir el centre Cívic Font de la Guatlla on hi havia la font. Al carrer de Chopin el 1997 l'Ajuntament va erigir un monument en record de la font, amb una pedra tallada en forma de cap (una antiga gàrgola del s. XVIII). Aquest monument ha estat inclòs a l'inventari de Petits paisatges de Barcelona.